# Самел 90
„Самел 90“ е българска производствена компания, основана през 1964 г. с цел задоволяване на потребностите на Българската армия от електронно свързочно оборудване. Първоначално е създадена като завод „Христо Ников“ и е част от състава на ДСО „Електрон“. В края на 90-те години предприятието е приватизирано по метода на РМД.
Първият произведен продукт през 1967 г. е полеви телефонен апарат ТАП-67. Постепенно предприятието усвоява и други изделия и постепенно се превръща в една от водещите фирми за радиосмутители. Следват радиостанции, интеркоми, сигнално-охранителни системи, радари, LED осветление и др. През 2018 г. е открит цех за бронирани автомобили
Фирмата е между първите български компании, които въвеждат изискванията за качество на стандартите ISO 9001 още през 1997 г. Дружеството притежава сертификат за съответствие на изградената система за осигуряване на качеството с изискванията на ISO 9001:2008, издаден от швейцарската организация SGS през 2004. През 2011 г. „Самел 90“ е сертифицирана от българското Министерство на отбраната и за съответствие с изискванията на стандартите на НАТО AQAP 2110.
Има акредитирана изпитвателна лаборатория за радиосъоръжения и крайни далекосъобщителни продукти.